# Szklana Góra (Pasmo Babicy)
Szklana Góra – góra w Paśmie Babicy w Beskidzie Makowskim. Ma trzy niewiele różniące się wysokością wierzchołki, między którymi ciągnie się grzbiet o długości około 620 m, przebiegający z południowego zachodu na północny wschód. Na mapach nazwa Szklana Góra podawana jest dla niższego wierzchołka północnego z krzyżem. Według mapy Geoportalu jego wysokość wynosi 578 m, wierzchołek południowy ma wysokość 591 m. Turystyczna mapa Beskidu Makowskiego podaje wysokość 576 m, tylko dla wierzchołka północnego.
Szklana Góra nie znajduje się w głównym grzbiecie Pasma Babicy, lecz w jego bocznym grzbiecie, po północnej stronie. Jej północno-zachodnie stoki opadają do doliny Harbutówki w Harbutowicach, południowo-wschodnie do doliny potoku Gościbia, w południowo-zachodnim kierunku łączy się z grzbietem Kijówki (615 m, na mapie Geoportalu opisanej jako Jaworze). Jest niemal całkowicie zalesiona, bezleśne są tylko podnóża opadające do doliny Harbutówki, od północnej strony, gdzie stoki są łagodniejsze, pola uprawne i zabudowania Sułkowic wysoko na nie wkraczają. 
Jest projektowany gminny znakowany szlak turystyczny (zielony), który ma prowadzić przez Szklaną Górę. Można przejść grzbietem Szklanej Góry i Kijówki również nieznakowanymi drogami z Sułkowic. Opadający do Sułkowic północno-wschodni grzbiet Szklanej Góry jest dołem bezleśny, górą zalesiony, ale miejscami znajdują się na nim polanki i pola z widokiem na Sułkowice i Pogórze Wielickie. Na szczycie Szklanej Góry znajduje się krzyż. Upamiętnia on pochowanych tutaj dwóch konfederatów barskich, którzy polegli w 1771 r. Na południowych stokach Szklanej Góry i wschodnich stokach Kijówki znajduje się wysoko położone osiedle Jaworze. Rozciąga się z niego widok na Pasmo Babicy i rezerwat przyrody Las Gościbia.
Na północno-zachodnim stoku w Harbutowicach znajduje się Stacja Narciarska Szklana Góra Ski w Harbutowicach.